# Białoruskie Towarzystwo Historyczne
Białoruskie Towarzystwo Historyczne – stowarzyszenie zarejestrowane w 1993 roku. Celem towarzystwa jest rozwijanie aktywności naukowej, kulturotwórczej oraz społecznej. działanie na rzecz zdobywania i upowszechniania wiedzy historycznej o Białorusinach oraz poszanowania tradycji narodowych, propagowanie postaw tolerancji narodowej, sprzyjających kształtowaniu przyjaznych stosunków pomiędzy Białorusinami a Polakami oraz innymi narodowościami w RP. Towarzystwo zorganizowało wiele seminariów i konferencji dotyczących historii Białorusinów na Białostocczyźnie.

## Działania
W lipcu 2023 na prawosławnym cmentarzu we wsi Malesze odsłonięty został pomnik ku czci św. Marii Pietruczuk (jednej z ofiar napadu na wieś Szpaki). Pomnik powstał dzięki inicjatywie społecznej „Nasza Pamięć” oraz Białoruskiemu Towarzystwu Historycznemu w Polsce.